# Universitas Nuku
Universitas Nuku – indonezyjska uczelnia prywatna w mieście Tidore Kepulauan (prowincja Moluki Północne). Została założona w 2001 roku.